# Alfred Richter (Politiker, Juni 1895)
Alfred Richter (* 5. Juni 1895 in Dessau; † 3. August 1959 in Dessau) war ein deutscher Politiker (NSDAP).

## Leben und Wirken
Richter besuchte die Knabenmittelschule in Dessau und anschließend das Lehrerseminar in Köthen. In den Jahren 1914 bis 1918 diente er als Freiwilliger im Ersten Weltkrieg. Vom 30. März bis 6. September 1919 war er Angehöriger des Freikorps Schützenregiment Baltenland in Mitau. Danach war er als kaufmännischer Angestellter tätig und lebte in Dessau, Fürstenstraße 15. Richter trat zum 1. November 1929 der NSDAP bei (Mitgliedsnummer 164.148) und wurde im Januar 1931 Gaubetriebszellenobmann und stellvertretender Bezirksleiter der DAF. 1931 wurde er zum Stadtverordneten der NSDAP in Dessau gewählt und rückte am 30. November 1932 für den Abgeordneten Brößke in den Landtag ein. Nach der Machtübernahme 1933 war er Abteilungsleiter bzw. Gauverwalter bei der DAF.
Richter kandidierte auf dem Wahlvorschlag der NSDAP auf dem hinteren Platz mit der Nummer 679 bei der Wahl zum Deutschen Reichstag am 12. November 1933, zog aber nicht in den nationalsozialistischen Reichstag ein.
Auf Beschluss des Obersten Parteigerichts der NSDAP vom 18. August 1937 wurde er wegen „parteischädigenden Verhaltens“ im November 1937 aus der Partei ausgeschlossen. Grund dafür war, dass der Bruder seiner Frau mit einer Jüdin verheiratet war und Richter den Kontakt mit dieser Familie hielt.
1938 zog er mit seiner Familie nach Breslau. Der Parteiausschluss wurde durch „Gnadenerlass des Führers“ vom 12. Januar 1943 aufgehoben. 1945 kehrte Richter nach Dessau zurück. Nach Kriegsende wurde er von den Amerikanern verhaftet, dann als schuldlos belastet entlassen und später in Dessau entnazifiziert.
Im Alter von 64 Jahren starb er 1959 in Dessau an einem Herzinfarkt.